# '98 Live Meltdown
 For alternative betydninger, se Meltdown.
'98 Live Meltdown er livealbum af det britiske heavy metal-band Judas Priest, som blev indspillet og udgivet i 1998. Det er det første livealbum med vokalisten Tim "Ripper" Owens. 

## Spor
Alle sange skrevet af Rob Halford, K.K. Downing og Glenn Tipton medmindre andet er noteret.

### Disk et
1. "The Hellion" – 1:08
2. "Electric Eye" – 3:47
3. "Metal Gods" – 4:09
4. "Grinder" – 4:26
5. "Rapid Fire" – 4:24
6. "Blood Stained" (Downing, Tipton) – 5:08
7. "The Sentinel" – 5:46
8. "A Touch of Evil" – 5:51
9. "Burn in Hell" (Downing, Tipton) – 5:34
10. "The Ripper" (Tipton) – 3:52
11. "Bullet Train" (Downing, Tipton) – 5:58
12. "Beyond the Realms of Death" (Halford, Les Binks) – 7:13
13. "Death Row" (Downing, Tipton) – 4:22

### Disk to
1. "Metal Meltdown" – 5:02
2. "Night Crawler" – 6:11
3. "Abductors" (Downing, Tipton) – 5:54
4. "Victim of Changes" (Al Atkins, Halford, Downing, Tipton) – 8:31
5. "Diamonds & Rust" (Joan Baez) – 3:54
6. "Breaking the Law" – 2:36
7. "The Green Manalishi (With the Two-Pronged Crown)" (Peter Green) – 4:53
8. "Painkiller" – 6:28
9. "You've Got Another Thing Comin'" – 8:35
10. "Hell Bent for Leather" (Tipton) – 2:48
11. "Living After Midnight" – 6:01

## Musikere
- Tim "Ripper" Owens – Vokal
- K.K. Downing – Guitar
- Glenn Tipton – Guitar
- Ian Hill – Bas
- Scott Travis – Trommer